# Schwedische Meisterschaften im Skispringen 2011

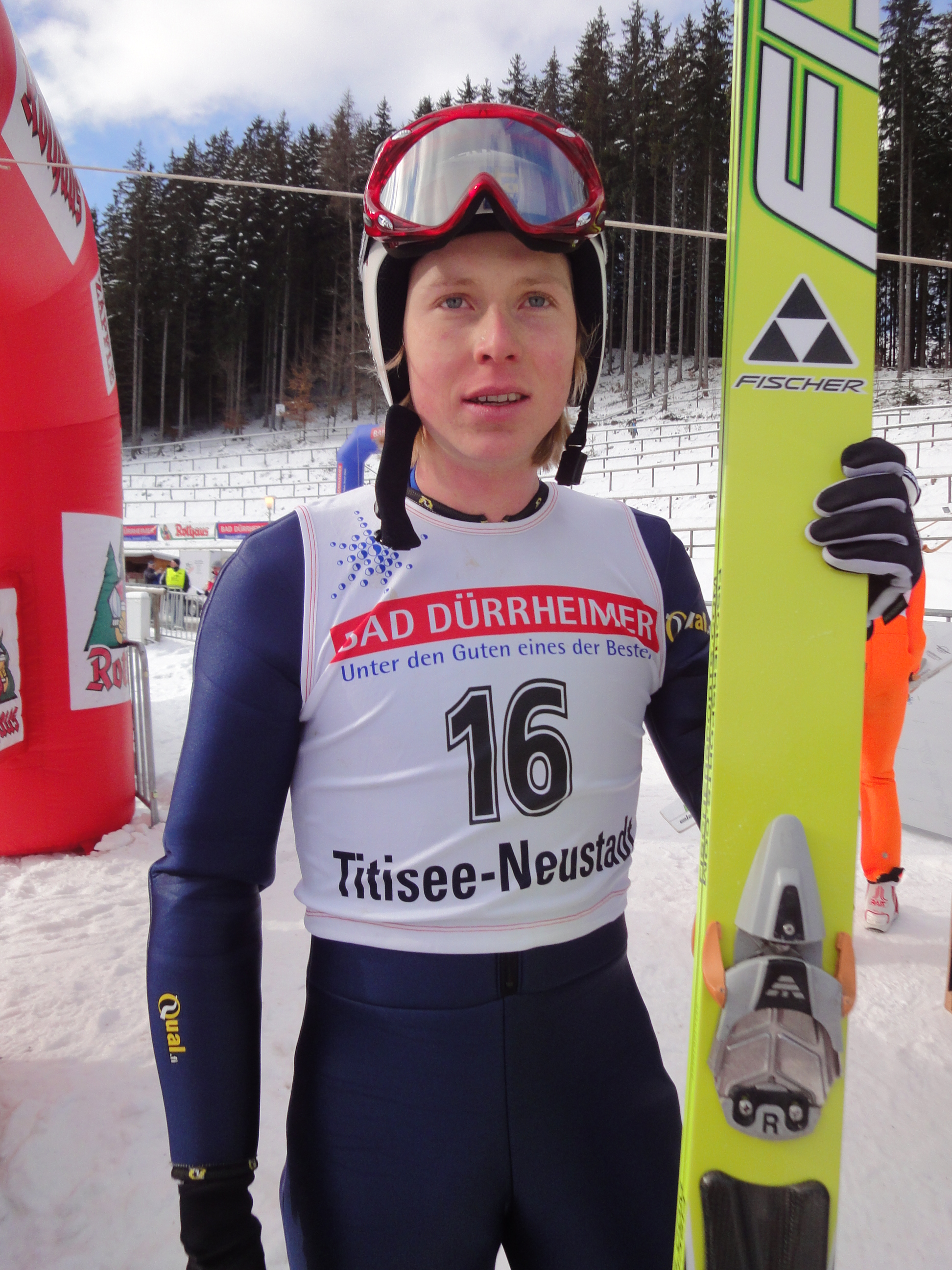
Fredrik Balkåsen – Schwedischer Meister 2011

Die Schwedischen Meisterschaften im Skispringen 2011 fanden am 13. März 2011 in Sollefteå statt. Die Wettbewerbe wurden auf dem Hallstabacken (HS120) ausgetragen. Ausrichter war der Verein Sollefteå GIF in Zusammenarbeit mit dem Schwedischen Skiverband.

## Ergebnisse

### Einzel Herren
| Platz | Sportler         | Weite 1 | Weite 2 | Punkte |
| ----- | ---------------- | ------- | ------- | ------ |
| 1     | Fredrik Balkåsen | 114.5   | 116.5   | 258.0  |
| 2     | Carl Nordin      | 104.0   | 111.0   | 229.2  |
| 3     | Josef Larsson    | 100.5   | 107.0   | 213.2  |
| 4     | Isak Grimholm    | 99.0    | 99.5    | 193.0  |
| 5     | Alexander Mitz   | 87.5    | 89.0    | 152.4  |
| 6     | Jakob Grimholm   | 85.0    | 84.5    | 137.8  |
| 7     | Benjamin Larsson | 79.0    | 87.0    | 130.5  |
| 8     | Pär Svensson     | 73.0    | 85.0    | 112.8  |
| 9     | Simon Eklund     | 73.5    | 75.0    | 90.0   |
| 10    | Simon Eriksson   | 73.5    | 74.0    | 87.2   |

### Team Herren
| Platz | Team                                                        | Punkte |
| ----- | ----------------------------------------------------------- | ------ |
| 1     | IF Friska ViljorCarl Nordin Isak Grimholm Jakob Grimholm    | 560,0  |
| 2     | Holmens IFFredrik Balkåsen Alexander Mitz Simon Eklund      | 500,4  |
| 3     | Sollefteå GIFJosef Larsson Benjamin Larsson Erik Gundersson | 415,4  |